# 류은지
류은지(1981년 10월 2일 ~ )는 대한민국 케이블 TV 뉴스 기자 출신의 프리랜서 아나운서이다.

## 주요 이력

### 경력
- 대구기독교방송 라디오 아나운서
- 대구TBN교통방송 라디오 아나운서
- CJ 헬로 비전 TV 아나운서, 기자
- EBS 라디오 방송 진행

## 출연작

### 라디오 프로그램
- 2014년 EBS FM 《라디오 EBS 다문화 음악 여행》 - (2014.08.31.~2014.12.07.)
- 2014년 EBS FM 《라디오 EBS 다문화 음악 여행》 - (2015.09.06.~2016.08.28.)

### TV 시리즈
- 2017년 TVN TV 《써클: 이어진 두 세계》 - (목소리 특별 출연)

## 수상 경력
- 2010년 케이블 TV 방송대상 2010 올해의 케이블 TV 스타상